# Sergio Armaroli
Sergio Armaroli (* 27. Januar 1972) ist ein italienischer Jazz- und Improvisationsmusiker (Vibraphon, Schlagzeug, Komposition) und bildender Künstler.

## Wirken
Armaroli studierte Malerei und Musik an der Academia di Brera, der Academia del Teatro alla Scala und dem Conservatorio G. Verdi in Mailand sowie am kubanischen Instituto Superior de Arte in Havanna. Zeitweise spezialisierte er sich auf der Marimba.  Auch besuchte er Schlagzeugkurse bei Joey Baron, Han Bennink, Trilok Gurtu und Dom Um Romao.
Armaroli spielte in mehreren klassischen Orchestern, schrieb mehrere Kompositionen für das Theater, wirkte in mehreren italienischen und europäischen Orchesterensembles mit und war an einer Reihe von klassischen und kammermusikalischen Aufnahmen, etwa von Werken Giacinto Scelsis oder von Sylvano Bussotti, beteiligt. Im Bereich des Jazz tritt er als Vibraphonist und Schlagzeuger auf. Er leitete das Axis Quartett, das er mit Claudio Guida am Saxophon, Marcello Testa am Bass und Nicola Stranieri am Schlagzeug bildete. Mit ihm veröffentlichte er 2010 das Album Prayer and Request.
Amaroli bezeichnet sich als Maler, konkreter Perkussionist, fragmentarischer Dichter und Klangkünstler und begründet seine Arbeit „in der Sprache des Jazz und der Improvisation“ als „Erweiterung des Kunstbegriffs“. Seine Musikauffassung wurde von Sylvano Bussotti, Alvin Curran, Brunhild Ferrari, John Cage und Marcel Duchamp beeinflusst. Er arbeitet eng mit Giancarlo Schiaffini zusammen und lebt in Mailand. Weiterhin arbeitete er im Duo mit Fritz Hauser, mit Walter Prati, Andrea Centazzo, Evan Parker (Dialog) und Giovanni Maier, im Rib Trio mit Francesca Gemmo und Gianni Trovalusci, aber auch mit Quartettformationen, mit denen er CD-Veröffentlichungen wie I Dream I Was An Earopean (2023) oder Structuring The Silence: The Garden | Four 6 (2024) veröffentlichte. Zudem interpretierte er Werke von John Cage, Alvin Curran, Karlheinz Stockhausen oder Luc Ferrari und legte die Soloalben Early Alchemy (2012)  und Vibraphone Solo in Four Part(s) (2023) vor.

## Diskographische Hinweise
- Sergio Armaroli Trio with Giancarlo Schiaffini: Micro and More Exercises (Dodicilune 2016, mit Marcello Testa, Nicola Stranieri)
- Sergio Armaroli Quintet with Billy Lester: To Play Standard(s) Amnesia (Dodicilune 2017, mit Claudio Guida, Marcello Testa, Nicola Stranieri)
- Armaroli / Schiaffini / Sjöström:  Duos & Trios (Leo Records 2020)[3]
- Prismo (ezz-thetics 2020, mit Francesca Gemma, Martina Brodbeck, Fritz Hauser)
- I Dream I Was An Earopean (ezz-thetics 2023, mit Phil Minton, Giancarlo Schiaffini, Roger Turner)[4]
- Sergio Armaroli, Francesca Gemmo, Barry Guy: At Sotto il Mare (ezz-thetics, 2025)
- Introducing a Very Heavy Person, First Visit to the Audio Equivalent of a Graphic Novel (ezz-thetics, 2025)
- Follow a Very Heavy Person, First Visit to the Audio Equivalent of a Graphic Novel (ezz-thetics, 2025)